# Eduard Hitschmann
Eduard Hitschmann, né le 28 juillet 1871 à Vienne  et mort à Gloucester (Massachusetts), le 31 juillet 1957, est un médecin et psychanalyste américain d'origine autrichienne. Il appartient au cercle des premiers psychanalystes viennois et est le médecin de famille des Freud. Il émigre en 1938, d'abord en Angleterre, puis aux États-Unis.

## Biographie
Eduard Hitschmann fait ses études de médecine à l'université de Vienne, où il obtient son diplôme de médecin en 1895. En 1905 Paul Federn lui fait découvrir la Société psychologique du Mercredi, qui regroupe des psychanalystes de la première heure autour de Freud. Il fait en avril 1909 une conférence à la Société psychanalytique de Vienne, intitulée Présentation générale de l'enseignement freudien. Freud demeure réservé à l'égard des travaux psychanalytiques d'Hitschmann, qu'il décrit comme un « homme de foi rigide » pour ce qui concerne la psychanalyse, dans une lettre à Carl Gustav Jung, tout en entretenant des relations familières avec lui. Hitschmann fut durant quelque temps le médecin de famille des Freud. Freud lui confie la direction de l'Ambulatorium, la clinique psychanalytique créée en 1922. 
En 1938, lors de l'annexion de l'Autriche par l'Allemagne, Hitschmann s'exile à Londres, où il participe au groupe d'émigrés réuni autour d'Anna Freud, puis aux États-Unis, en 1944, après la guerre. Il exerce comme psychanalyste et formateur à la Boston Psychoanalytic Society (en).

### Publications
- Freud's theories of the neuroses, by Dr. Eduard Hitschmann, 1911, introduction par Ernest Jones, New York, Moffat, Yard and company, 1917. 257 p.
- Great men: psychoanalytic studies, 1956, New York, International Universities Press,